# Ghost in the Machine (음반)
| 전문가 평가                   | 전문가 평가 |
| 평가 점수                     | 평가 점수   |
| 출처                          | 점수        |
| ----------------------------- | ----------- |
| AllMusic                      | [ 4 ]       |
| The Austin Chronicle          | [ 5 ]       |
| Chicago Tribune               | [ 6 ]       |
| The Philadelphia Inquirer     | [ 7 ]       |
| Record Mirror                 | [ 8 ]       |
| Rolling Stone                 | [ 9 ]       |
| The Rolling Stone Album Guide | [ 10 ]      |
| The Sacramento Bee            | [ 11 ]      |
| Smash Hits                    | 6/10        |
| The Village Voice             | B+          |

《Ghost in the Machine》은 영국의 록 밴드 폴리스의 네 번째 스튜디오 음반이다. 이 음반은 1981년 10월 2일, A&M 레코드에 의해 발매되었다. 이 곡들은 1981년 1월부터 9월까지 몬트세랫의 AIR 스튜디오와 퀘벡주의 르 스튜디오에서 음반 프로듀서 휴 패덤의 도움을 받아 녹음되었다.
《Ghost in the Machine》은 영국 음반 차트에서 1위를 차지했고 미국 빌보드 200에서 2위로 정점을 찍었다. 이 음반은 매우 성공적인 싱글 〈Every Little Thing She Does Is Magic〉, 〈Invisible Sun〉, 〈Spirits in the Material World〉를 프로듀싱했고, 네 번째 싱글 〈Secret Journey〉도 미국에서 발매되었다. 《Ghost in the Machine》은 《롤링 스톤》의 역사상 가장 위대한 음반 500장 목록에서 322위에 올랐다. 이 음반은 1983년 CD로 재발매되었다.

## 제작 및 녹음
음반사로부터 음반을 시장에 전달하라는 압력을 받아 4주라는 촉박한 기한 내에 이전 음반 《Zenyatta Mondatta》를 프로듀싱한 후, 밴드는 《Ghost in the Machine》을 녹음할 때 변화를 위해 더 느슨해지기로 결정했다. 이 시기에 그들은 몬트세랫의 AIR 스튜디오에서 6주를 녹음했는데, 드러머 스튜어트 코플랜드에 따르면 "가장 가까운 레코드 회사에서 12시간 비행"이었다고 한다.
이 음반은 엔지니어와 공동 프로듀서의 변화를 기록했는데, 이때까지 밴드의 첫 세 장의 음반을 녹음했던 나이절 그레이에서 피터 가브리엘과 필 콜린스의 드럼 사운드로 가장 잘 알려진 휴 패덤에 이르기까지이다. 사실, 패덤은 이 음반을 위해 밴드가 메인 스튜디오에 있는 AIR 스튜디오 시설 앤디 서머스의 별도의 방에서 그의 모든 기타와 앰프를 가지고 함께 녹음하는 기술을 시작했다, 제어실에서 베이스를 책상에 직접 꽂고 코플랜드는 드럼으로 식당에서 "라이브" 느낌을 받는다. 이 방법은 다음 음반에서도 반복될 것이다.

## 커버 아트
《Ghost in the Machine》의 커버 아트는 16개의 세그먼트로 구성된 디스플레이에서 영감을 받은 그래픽으로, 각각 독특한 헤어 스타일(왼쪽에서 오른쪽으로 앤디 서머스, 스파이크 헤어를 가진 스팅, 프린지를 가진 스튜어트 코플랜드)을 가지고 있다. 와이어 본딩은 원래 발행된 바이닐 음반 커버에서 볼 수 있으며, 이는 디스플레이가 사진 콜라주임을 암시한다. 이 그래픽은 믹 해거티에 의해 디자인되었다. 이 음반의 커버는 VH1의 "역사상 가장 위대한 음반 커버 50장"에서 45위에 올랐다.

## 곡 목록
모든 곡들은 특별한 언급이 없는 한 스팅에 의해 작사/작곡하였다.
| #  | 제목                                               | 재생 시간 |
| -- | -------------------------------------------------- | --------- |
| 1. | 〈Spirits in the Material World〉                  | 2:59      |
| 2. | 〈Every Little Thing She Does Is Magic〉           | 4:22      |
| 3. | 〈Invisible Sun〉                                  | 3:44      |
| 4. | 〈Hungry for You (J'Aurais Toujours Faim De Toi)〉 | 2:52      |
| 5. | 〈Demolition Man〉                                 | 5:57      |

| #   | 제목                      | 작사·작곡               | 재생 시간 |
| --- | ------------------------- | ----------------------- | --------- |
| 6.  | 〈Too Much Information〉  |                         | 5:00      |
| 7.  | 〈Rehumanize Yourself〉   | 스팅, 스튜어트 코플랜드 | 3:10      |
| 8.  | 〈One World (Not Three)〉 |                         | 4:47      |
| 9.  | 〈Omegaman〉              | 앤디 서머스             | 2:48      |
| 10. | 〈Secret Journey〉        |                         | 3:34      |
| 11. | 〈Darkness〉              | 코플랜드                | 3:14      |

## 인증
| 국가                                                  | 인증        | 판매량/출하량 |
| ----------------------------------------------------- | ----------- | ------------- |
| 캐나다 (뮤직 캐나다)                                  | 플래티넘    | 100,000^      |
| 프랑스 (SNEP)                                         | 골드        | 100,000*      |
| 독일 (BVMI)                                           | 골드        | 250,000^      |
| 이탈리아                                              | —           | 200,000       |
| 뉴질랜드 (RMNZ)                                       | 플래티넘    | 15,000^       |
| 영국 (BPI)                                            | 플래티넘    | 500,000       |
| 미국 (RIAA)                                           | 3× 플래티넘 | 3,000,000^    |
| 유고슬라비아                                          | —           | 36,056        |
| *판매량을 기반으로 한 인증 ^출하량을 기반으로 한 인증 |             |               |